# Pexopsis garambana
Pexopsis garambana är en tvåvingeart som beskrevs av Verbeke 1962. Pexopsis garambana ingår i släktet Pexopsis och familjen parasitflugor.
Artens utbredningsområde är Kongo. Inga underarter finns listade i Catalogue of Life.